# Arnaud Coyot
Arnaud Coyot (Beauvais, Picardia, 6 d'octubre de 1980 - Amiens, 24 de novembre de 2013) va ser un ciclista francès, professional del 2003 al 2012.
Un any després de la seva retirada va morir degut a un accident de cotxe.

## Palmarès
- 2003
  - 1r al Gran Premi Baltic Open-Tallinn
- 2006
  - 1r a la Classic Haribo

### Resultats al Tour de França
- 2006. 129è de la classificació general
- 2008. 115è de la classificació general
- 2009. 115è de la classificació general
- 2011. 148è de la classificació general

### Resultats a la Volta a Espanya
- 2004. Abandona (11a etapa)
- 2005. 112è de la classificació general